# Centrum Schwule Geschichte

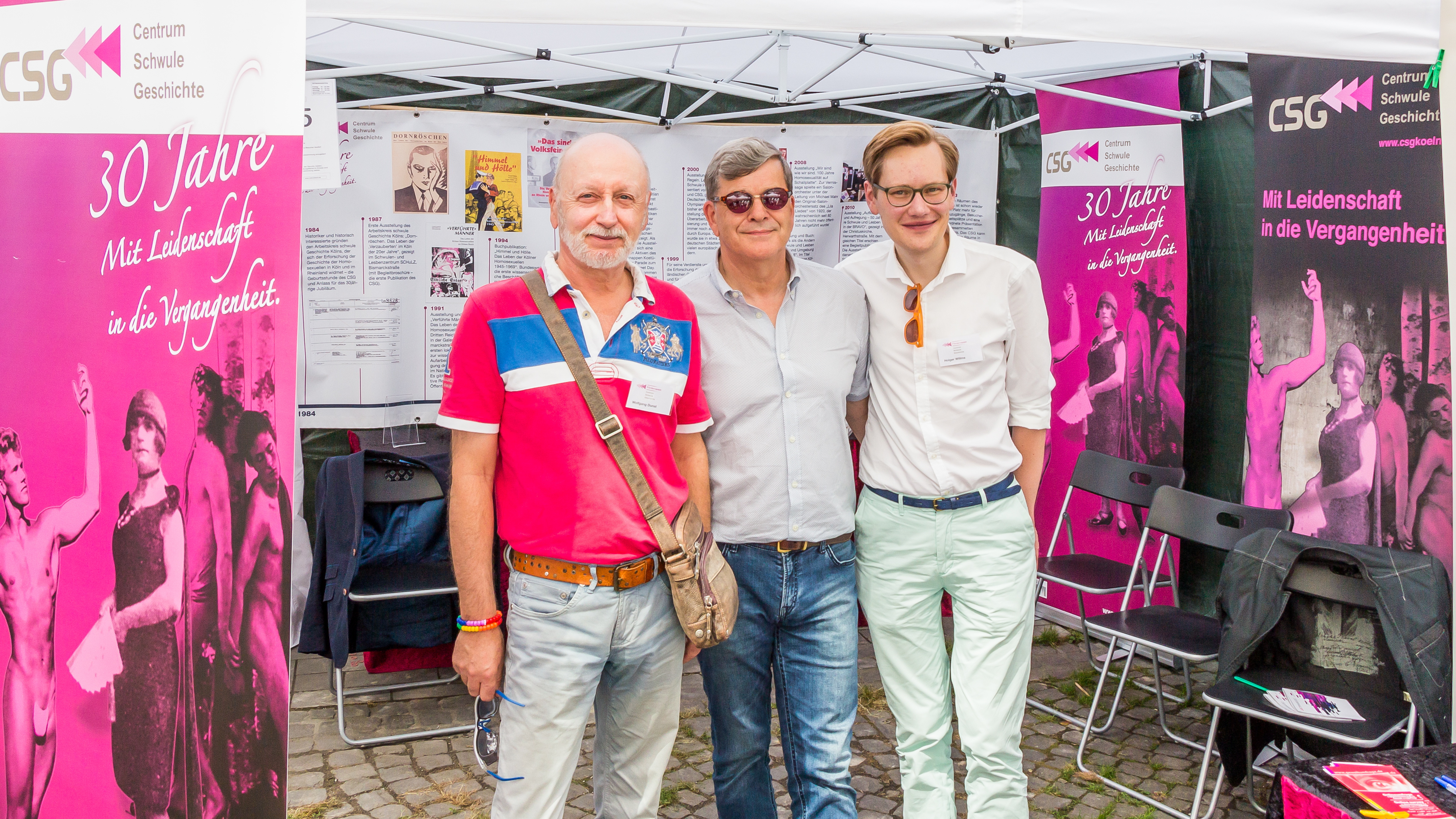
Informationsstand auf dem Straßenfest zur ColognePride 2017

Das Centrum Schwule Geschichte e. V. (CSG) ist ein Archiv und Forschungsstätte der Schwulenbewegung mit Sitz in Köln.

## Tätigkeiten
Das CSG ist 1984 aus zwei Vorläufer-Vereinen hervorgegangen: zum einen aus dem Verein zur Erforschung der Geschichte der Homosexuellen in NRW e. V. mit seinen Sammlungen zum schwulen Leben in und um Köln, der sich in Rheinisches Schwulenarchiv umtaufte, zum anderen aus dem Arbeitskreis schwule Geschichte mit seinen wissenschaftlichen Forschungen und Publikationen, bei denen die Befragung von Zeitzeugen eine große Rolle spielte. Beide Tätigkeitsbereiche führt das CSG fort.
Die Vereinsarbeit umfasst vor allem die Archivierung von Dokumenten, die mit der Geschichte homosexueller Männer im Rheinland zu tun haben. Daneben organisiert es Ausstellungen, Vorträge und andere Bildungsveranstaltungen. Es hat darüber hinaus Bücher und Broschüren publiziert und arbeitet an der Zeitschrift Invertito, Jahrbuch für die Geschichte der Homosexualitäten mit.

## Veröffentlichungen
- Cornelia Limpricht, Jürgen Müller, Nina Oxenius (Hrsg.): „Verführte“ Männer. Das Leben der Kölner Homosexuellen im Dritten Reich. Volksblatt-Verlag, Köln 1991, ISBN 3-923243-93-6. (Begleitbuch zur gleichnamigen Ausstellung)
- Kristof Balser, Mario Kramp, Jürgen Müller, Joanna Gotzmann (Hrsg.): „Himmel und Hölle“. Das Leben der Kölner Homosexuellen 1945 bis 1969. Emons-Verlag, Köln 1994, ISBN 3-924491-54-2. (Konferenzband zur gleichnamigen Ausstellung)
- Friedrich-H. Schregel, Jürgen Müller: Oral History. 10 [Zehn] Hinweise zu Zeitzeugenbefragungen. Köln. 1995.
- Jürgen Müller, Wolfgang D. Berude (Hrsg.): Das sind Volksfeinde. Die Verfolgung von Homosexuellen an Rhein und Ruhr von 1933 bis 1945. Emons-Verlag, Köln 1998, ISBN 3-89705-124-9. (Publikation zur Ausstellung)
- Erwin In het Panhuis: Die Harten und die Zarten. Homosexualität im Film. Köln 1998 (Materialien zur gemeinsamen Ausstellung von KCM, Schwulen- und Lesbenzentrum Münster und CSG, Centrum Schwule Geschichte Köln.)
- Erwin In het Panhuis, Herbert Potthoff: St. Sebastian oder Die schwule Kunst zu leiden. Köln 1999. (Begleitbroschüre zu einer Ausstellung im CSG)
- Erwin In het Panhuis: Anders als die Andern. Schwule und Lesben in Köln und Umgebung 1895–1918. Emons Verlag, Köln 2006, ISBN 3-89705-481-7. (PDF)
- Erwin In het Panhuis: Aufklärung und Aufregung – 50 Jahre Schwule und Lesben in der BRAVO. Archiv der Jugendkulturen Verlag KG, Berlin 2010, ISBN 978-3-940213-58-7.

## Ausstellungen
- Aufklärung und Aufregung – 50 Jahre Schwule und Lesben in der BRAVO. Gezeigt vom 26. August bis 2. Oktober 2010.
- Troubles in Paradise. 30 Jahre Schwulen- und Lesbenzentren in Köln. Gezeigt vom 9. März bis 8. Mai 2005 und 11. Juni bis 10. Juli 2005.
- Phönix in Asche. Fotografien von Hans-Jürgen Esch. Gezeigt vom 13. März bis 27. April 2003 im CSG.
- Hannes Steinert: „Das Glück ist ein Augenblick“. Kunstwerke von Hannes Steinert im Centrum Schwule Geschichte und im Ausstellungsraum Jürgen Bahr in Köln. Gezeigt vom 4. Oktober bis 3. November 2002.
- Himmel und Hölle. 100 Jahre schwul in Köln. Dauerausstellung. Vernissage: 27. Juni 2002 im Rahmen des Europride 2002.
- Aufgespießt ... Homosexualität in der Karikatur. Gezeigt vom 25. Januar bis 20. April 2002 im CSG.
- Volksaufklärung per Verlagspolitik. Max Spohr (1850–1905), Verleger in Leipzig. Gezeigt zunächst im Schwulen Museum Berlin vom 7. April bis 4. Juni 2001, im CSG vom 16. Juni bis 21. Juli 2001, im Oktober 2001 in Leipzig, Anfang 2002 in München.
- Gegen die Regeln. Lesben und Schwule im Sport. Präsentiert von SC Janus und CSG. Gezeigt vom 28. September bis 29. Oktober 2000 im Deutschen Sport- und Olympiamuseum, Köln.
- Registriert. Polizei und Homosexuelle. Gezeigt vom 5. Mai bis zum 8. Juli 2000 im CSG und im August 2000 im Polizeipräsidium Essen.
- St. Sebastian oder Die schwule Kunst zu leiden. Gezeigt vom 20. Mai bis zum 31. Juli 1999 im CSG.
- Who Cares? Patrick Hamm: Video Stills. Gezeigt vom 26. Februar bis 25. April 1999 im CSG.
- Poster, Posen, Pornos. Zum homosexuellen Männerbild 1945 bis 1998. Gezeigt vom 12. September bis 31. Oktober 1998 im CSG.
- Die Harten und die Zarten. Die Darstellung von Homosexualität im Film. Gezeigt vom 1. März bis 25. April 1998 im CSG, vorher im KCM Münster.
- „Das sind Volksfeinde!“ Kölner Sonderaktion gegen Homosexuelle im Sommer 1938. Gezeigt vom 4. Juni bis zum 9. August 1998 im EL-DE-Haus (NS-Dokumentationszentrum), Köln, anschließend in Saarbrücken und Duisburg.
- Enthüllungen! Die 1. Kölner Reliquienausstellung aus über 2000 Jahren schwuler Geschichte. Gezeigt vom 23. Juni bis zum 8. Juli 1995 im „Quo Vadis“, Köln.
- „Verführte Männer.“ Das Leben der Kölner Homosexuellen im Dritten Reich. Gezeigt vom 18. April bis 26. Mai 1991 in der Kölner Galerie 68/elf; anschließend u. a. in Berlin und Leipzig.
- Dornröschen. Das Leben der „Verzauberten“ im Köln der 20er Jahre. Gezeigt im Oktober 1987 im Kölner Schwulen- und Lesbenzentrum.